# Hồ Konin

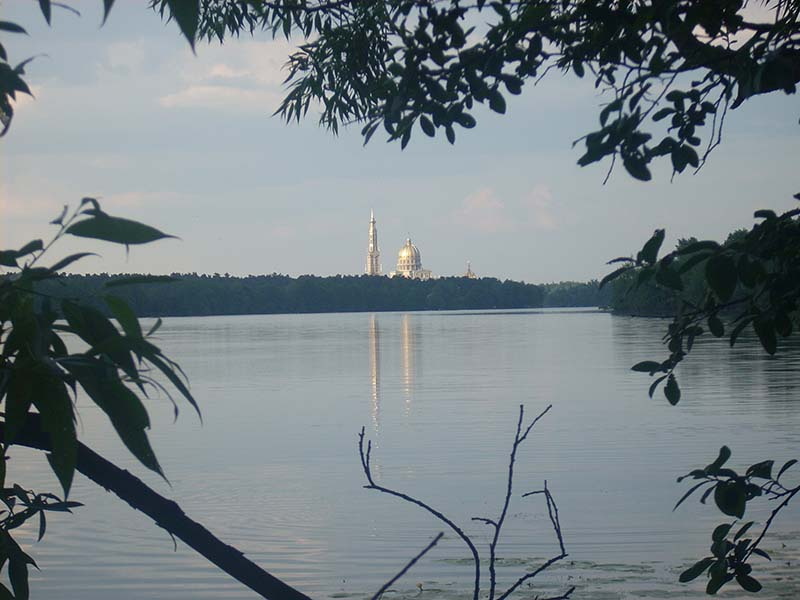
Licheńskie là nơi nông nhất của hồ Konin

Hồ Konin là một nhóm các hồ tạo thành 32 kilômét (20 mi) kênh điều hướng ở miền trung Ba Lan. Các hồ bao gồm Hồ Pątnowskie, Hồ Mikorzyńskie, Hồ Gosławskie, Hồ Licheńskie và Hồ Slesińskie, nối với Sông Warta và Hồ Gopło và nối với Kênh Warta-Goplo.
Các hồ được đặc biệt quan tâm bởi vì chúng nhận các nguồn nước từ hai nhà máy điện và nhiệt độ của nước được tăng lên đáng kể, hỗ trợ một hệ động thực vật đa dạng cho các hồ khác trong khu vực. Nước cho hai nhà máy điện được lấy chủ yếu từ Hồ Pątnowskie, và được xả qua kênh đến Hồ Licheńskie, với các cửa xả khác chảy vào các hồ khác. Chương trình làm mát thay đổi theo thời gian trong năm, với hồ Licheńskie, Ślesińskie và Mikorzyńskie được đưa vào danh sách cửa xả vào tháng 6 nhưng bị loại trừ vào tháng 10.
Tổng diện tích của các hồ là khoảng 148 và 379 hécta (370 và 940 mẫu Anh) và độ sâu lớn nhất là 38 m (125 ft). Hồ Licheńskie nông và cho thấy sự thay đổi nhiệt độ lớn nhất, đạt tối đa 31 °C (88 °F) vào giữa mùa hè trong khi hồ Slesińskie sâu hơn đạt 27.7 độ C.

## Hệ thực vật và động vật
Vào giữa những năm 1990, rong tóc tiên (Vallisneria xoắn ốc), một loài không phải thực vật bản địa, xuất hiện ở ba trong số các hồ và một thập kỷ sau đó có mặt ở các vùng duyên hải của bốn hồ, phát triển mạnh mẽ đến mức loại trừ các thảm thực vật khác ở nhiều phần hồ nông. Sự thay đổi nhiệt độ và thảm thực vật làm thay đổi sự cân bằng của các vi sinh vật hiện diện, các loài luân trùng mới xuất hiện và cạnh tranh với các loài hiện có, quần thể bản địa thường ít phòng thủ và bị lấn át. Các sinh vật lớn hơn cũng xuất hiện; các loài không phải sinh vật bản địa hiện đang sống và sinh sản trong các hồ bao gồm ba loài động vật hình rêu, ba loài giáp xác, bảy động vật thân mềm và ít nhất sáu loài cá.
Nước nóng hơn khuyến khích sự phú dưỡng và làm thay đổi tỷ lệ của các loài cá; Cá vền thường và Cá vền trắng có thể phát triển mạnh trong khi quần thể cá săn mồi giảm dần. Khi nước xả từ nhà máy điện vào Hồ Liche Lskie, Ślesińskie và Mikorzyńskie ngừng hoạt động vào mùa thu, số lượng cá khác giảm từ 28% - 56% tổng lượng cá trong tháng 6 xuống còn 1%- 2% vào tháng 10. Có khả năng những con cá di cư đến những hồ nước ấm hơn gần các nhà máy điện vào mùa thu. Một số động vật quen thuộc hơn từ môi trường biển hoặc nước lợ cũng có mặt trong Hồ Konin; bao gồm giun dẹp Bresslauilla relicta, Otomesostoma Audivum và Macrostomum rostratum.